# Upplands runinskrifter 1004
U 1004 är en vikingatida bildsten av ljusröd granit i Frötuna, Rasbo socken och Uppsala kommun. Stenen är rent ornamental och föreställer ett fyrfota djur med ett kors över. Eventuellt har stenen utgjort ett monument tillsammans med U 1003.
Bildstenen är 0,85 meter hög, mellan 0,6 och 1 meter bred och intill 0,5 meter tjock. Ristningen består av ett fyrfota tvåtåigt djur med bakåtböjda horn eller öron. Ovan djurets rygg finns ett kors. Djuret påminner om ristningen på U 548.
Stenen omnämndes första gången på 1870-talet då den hittats tillsammans med ett trettiotal bautastenar i samband med ett odlingsarbete. Troligen utgjorde U 1004 en del av ett gravfält, men någon arkeologisk undersökning av fyndplatsen gjordes inte. Bildstenen föll efter detta i glömska men återupptäcktes på 1920-talet. Nu gjordes en arkeologisk undersökning av delar av området och fler bautastenar hittades. Stenen är flyttad från sin ursprungliga fyndplats.